# Aquae Calidae (Thrakien)

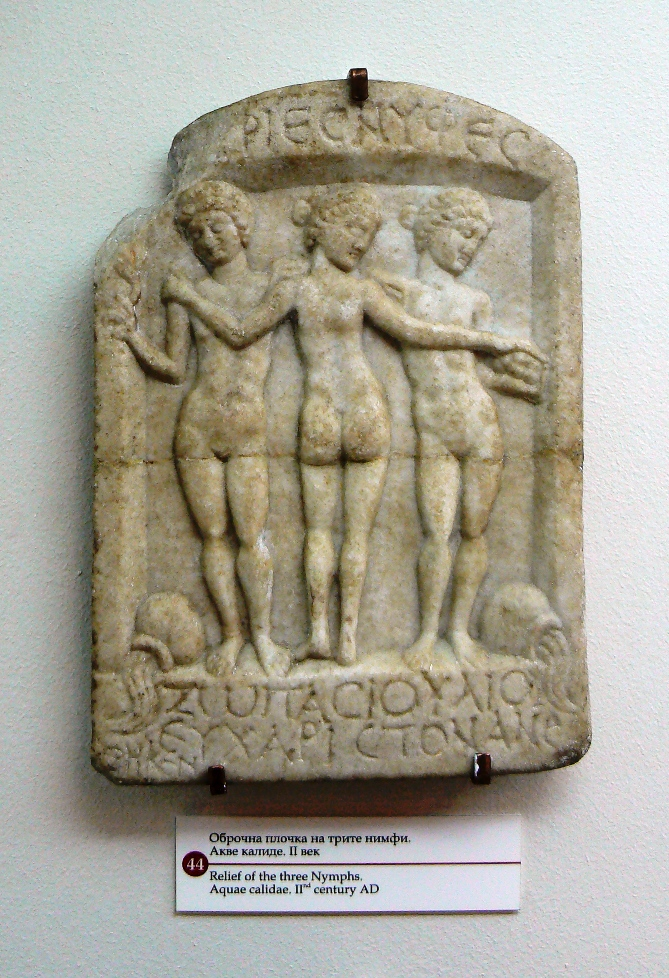
„Drei Nymphen“ (2. Jahrhundert n. Chr.) aus Aquae Calidae im Archäologischen Museum Burgas

Aquae Calidae (lateinisch für warme Wasser (Pl.), in alten Karten auch Aquis Calidis = bei den warmen Wassern, bulgarisch Акве Калиде/Akwe Kalide oder Аква Калиде/Akwa Kalide), mitunter auch versehentlich Aqua Calidae, im Mittelalter unter den Namen Therma und Thermopolis bekannt, ist eine historische Stadt in Thrakien auf dem Territorium der heutigen bulgarischen Hafenstadt Burgas und war die Vorgängersiedlung des heutigen Stadtteils Banewo und den Mineralbädern von Burgas (bulg. Бургаски минерални бани/Burgaski mineralni bani). Die Bäder von Aquae Calidae wurden im Laufe der Geschichte nachweislich von mehreren bedeutenden Herrschern besucht, neben Philipp II. von Makedonien unter anderem auch von den oströmischen Kaisern Justinian I. und Konstantin IV., dem bulgarischen Herrscher Terwel sowie dem osmanischen Sultan Süleyman I.

## Lage
Die antiken Bäder Aquae Calidae befinden sich auf dem Gebiet der heutigen Burgasser Stadtviertel Banewo und Wetren, rund 10 km vom Stadtzentrum. Die Stätte nahm ein Areal zwischen den südlichen Ausläufer des Ajtos-Bergmasivs des Balkangebirges und dem Atanassow-See ein.

## Geschichte

### Thrakisches Heiligtum der drei Nymphen
Nach archäologischen Untersuchungen wurden die warmen Quellen bereits in der Jungsteinzeit genutzt, als zwischen dem 6. und 5. Jahrtausend v. Chr. in der Nähe drei Siedlungen entstanden. Die Thraker erbauten im 1. Jahrtausend v. Chr. um die Quelle eine heilige Stätte, die heute Heilige Stätte der drei Nymphen genannt wird und ließen sich am näheren Hügel Manastir Tepe nieder. Bei den archäologischen Ausgrabungen in den Jahren 1910 und 1999 wurden über 4.000 Münzen aus verschiedenen Regionen Europas gefunden, darunter aus dem antiken Griechenland und dem heutigen Italien. Neben der ältesten gefundenen Münze aus Apollonia aus dem 5. Jahrhundert v. Chr. stammen die Münzen auch aus Kabyle, Mesambria (heute Nessebar), Odessos, Histria, Tomis, Byzantion, Abdera, Maroneia sowie von den Inseln der Ägäis. Die frühesten Überlieferungen stammen aus dem 4. Jahrhundert v. Chr., als Philipp II. von Makedonien die Region eroberte. Laut einer Legende soll Philipp hier oft Gast gewesen sein.

### Die römischen Bäder Aquae Calidae
Die ersten Bäder bei der Heiligen Stätte der drei Nymphen entstanden, als das Römische Reich unter Lucullus 72 v. Chr. Apollonia und die westliche Schwarzmeerküste, während des Dritten Mithridatischen Kriegs (74–63 v. Chr.) eroberte. Während der Herrschaft von Kaiser Trajan (98–117) wurde das nahegelegene Anchialos administratives Zentrum der Region. Die Bäder wurden ausgebaut und um zwei weitere Schwimmbecken erweitert. In dieser Zeit wurde die römische Straße Via Pontica gebaut, die Konstantinopel über Deultum, Anchialos, Aquae Calidae, den heutigen Djulinski-Pass und Marcianopolis mit Dorostorum und Sexaginta Prista an der Donau verband. An der Straße, in der Nähe der Bäder, entstand zunächst eine Wegestation (statio milliaria) mit dem Namen Aquae Calidae. Dies ist der älteste überlieferte Name der Mineralbäder. Die Tabula Peutingeriana zeigt den Ort unter der Bezeichnung Aquis Calidis als Station zwischen Anchialos und Kabyle. Diese Straße führte weiter über Beroe nach Ranilum und war eine Ost-West-Abzweigung der römischen Heeresstraße Via Militaris.
Die Heilige Stätte der drei Nymphen existierte weiter, neben der Wegestation und den Bädern, und wurde unter den Namen die Nymphen von Anchialos bekannt. Auch die Bäder trugen den Beinamen Bäder von Anchialos, der an die nächste größere Siedlung angelehnt war. Unter der Herrschaft von Kaiser Septimius Severus fanden 209–211 unter dem Namen Severia Nymphea in den Bädern drei Jahre lang Spiele und Feierlichkeiten statt. Spiele fanden in Aquae Calidae auch unter den Kaisern Geta und Caracalla statt.
Der im 6. Jahrhundert lebende Geschichtsschreiber Jordanes beschreibt in seinem Werk Getica die Einfälle gotischer Stämme an der südlichen Schwarzmeerküste Thrakiens im Jahre 270. Er berichtet, dass die Goten nach der Eroberung von Anchialos zu heißen Quellen („aquarum calidarum“) zogen, die sich zwölf Meilen von Anchialos entfernt befanden. Sie verblieben dort mehrere Tage, um sich zu erholen.
Die Bäder wurden Ende des 4. /Anfang des 5. Jahrhunderts wiederhergestellt. Laut Prokopios von Caesarea wurden unter Kaiser Justinian I. um die Stadt Festungsmauern errichtet. Die Bautätigkeit des Kaisers beschrieb der Historiker in seinem Werk De Aedificiis (Über die Bauten) folgendermaßen:

„...Thraker bewohnen eine Hafenstadt des Euxeinos Pontos mit dem Namen Anchialos, […] nicht weit von der Stadt entspringt Wasser aus natürlichen, warmen Quellen, die als Bäder der dortigen Bevölkerung dienen. Diese Siedlung, die seit alten Zeiten nicht befestigt war, wurde von den alten Kaisern nicht wahrgenommen, auch wenn in ihrer Nähe Barbaren siedelten und Kranke sie unter Lebensgefahr besuchten. Jetzt aber hat Kaiser Justinian sie mit Mauern umgeben und die Heilung ungefährlich gemacht.“

Der oströmische Kaiser Tiberios I. suchte die Stadt für die Heilung einer Krankheit seiner Frau Anastasia aus. Als diese Heilung um 580 erfolgreich verlief, schenkte sie der örtlichen Kirche ihre Kaisergewänder. Als die Awaren unter Khan Baian plündernd vom Norden längs der Schwarzmeerküste zogen, eroberten sie 584 auch Aquae Calidae (Thermae). Nach dem byzantinischen Historiker Theophylaktos Simokates verschonte Baian die Bäder auf Bitten seines Harems. In einer der Kirchen der Stadt fanden die Awaren die kaiserlichen Gewänder von Anastasia; syrischen Quellen zufolge zog Baian diese an und beanspruchte angeblich die Herrschaft über das Reich für sich.

### Bulgarisches und byzantinisches Mittelalter
Im späten Mittelalter trug das antike Aquae Calidae die Namen Therma und Thermopolis (von gr. θέρμη (therme) = „warme Quelle“ und πόλις (polis) = „Stadt“). Unter Therma wurde die Stadt im Zusammenhang mit der Schlacht von Anchialos 708 erwähnt, als der bulgarische Herrscher Terwel die Byzantiner unter Justinian II. verheerend schlug. Als der byzantinische Kaiser die Region Sagore südlich des Balkangebirges Terwel als Dank für die Hilfe während der Zweiten Belagerung von Konstantinopel (717–718) abtrat, wurde die Stadt zum ersten Mal Teil des bulgarischen Staates. Die Bäder funktionierten noch immer und die Stadt dehnte sich weiter aus, obwohl die Region in den darauf folgenden Jahrhunderten zwischen dem bulgarischen und dem byzantinischen Reich strittig war. 1093 verlegte der byzantinische Kaiser Alexios I. Komnenos Armeeeinheiten ins befestigte Thermopolis, um die nahegelegenen Pässe des Balkangebirges gegen Einfälle der Kumanen zu schützen.
Im 12. Jahrhundert bezeichnet der arabische Geograph al-Idrisi die Stadt als Megali Thermi (Große Thermen) und beschreibt sie „als klein, aber schön, gut geräumt und reich“. 1204 wurde während des Vierten Kreuzzugs das Lateinische Kaiserreich von Konstantinopel gegründet. Im Krieg mit den Bulgaren unter Zar Kalojan konnte dieser den lateinischen Kaiser Balduin I. von Flandern gefangen nehmen und in der Hauptstadt Tarnowo einsperren. Sein Bruder Heinrich von Flandern zog daraufhin als Vergeltung plündernd durch Thrakien und eroberte 1206 Thermopolis. Der kaiserliche Schreiber hielt nach dreitägiger Rast und Kur fest: „das war eine sehr schöne Stadt, in guter Lage, mit vielen warmen Quellen – die besten der Welt. Aus ihr haben wir gute Beute mitgenommen“. Die Stadt wurde daraufhin auf Befehl Heinrichs in Brand gesetzt. Nach diesem Brand konnte die Stadt sich nicht mehr erholen, obwohl in den nächsten Jahren die Bäder wieder aufgebaut wurden.
1356 wurde die Region von der Katalanischen Kompanie erobert, geplündert und den Byzantinern übergeben.

### Osmanische Zeit
Die Region fiel nach dem Fall Konstantinopels 1453 als letzte Region im heutigen Bulgarien unter osmanische Herrschaft. Die kleine Siedlung, die neben den Bädern weiter existierte, trug in der osmanischen Zeit den Namen Ladscha (bulg. Лъджа, aus dem türkischen ılıca für Heilbad) In einem osmanischen Dokument von 1502 ist festgehalten, dass die heutige Stadt Burgas zu den Ländereien von Ladscha in der Ajtos-Nahia gehört.
Als der osmanische Sultan Süleyman I. (1520–1566) beim Aufenthalt in den Bädern im Jahr 1562 erfolgreich von der Gicht geheilt wurde, befahl er den Bau eines Hamam an der Stelle der alten römischen Bäder. Der Sultanshammām ist bis heute erhalten. Im 17. Jahrhundert war Ladscha Teil des türkischen "Landhauses" (Çiftlik) von Jusuf Bashe, in dem 16 christliche Familien lebten. 1666 lebten dort 26 christliche Familien, und die Bäder sind als die Ladschiite (bulg. Лъджите) erwähnt.

### Nach der Befreiung
Nach der Befreiung Bulgariens im Russisch-Osmanischen Krieg von 1877/78 waren die Bäder als Mineralbäder von Ajtos bekannt, nach der Gemeinde, in der sie sich befanden. In den nächsten Jahrzehnten siedelten sich auf dem Gebiet der antiken Bäder, Ladscha und des Çiftliks Flüchtlinge aus Ost- und Westthrakien (→Thrakische Bulgaren) sowie Makedonien (→Makedonische Bulgaren) an. 1934 wurde Ladscha in Banja (zu dt. Bad) umbenannt und 1950 in Banewo. Bereits 1900 wurden die Bäder Teil der Stadt Burgas, trugen jedoch bis Ende der 1980er den Namen Mineralbäder von Aitos, bis sie in Mineralbäder von Burgas umbenannt wurden. Seit 2009 ist Banewo Stadtteil von Burgas.

## Archäologie
Die ersten archäologischen Untersuchungen führte Bogdan Filow 1910 durch. Während der Säuberung der Becken fand er über 4.000 Münzen verschiedener Epochen, Schmuckstücke und weitere Gegenstände des täglichen Bedarfs, die von 5. bis 13. Jahrhundert datiert wurden.
Seit 2008 finden unter der Leitung von Zonja Draschewa (Direktorin des Regionalmuseums von Burgas) und Dimtscho Momtschilow von der Assen-Slatarow-Universität Burgas großangelegte Ausgrabungen und Rekonstruktionsarbeiten statt. Bis 2010 konnte ein Areal von über 3.800 m² freigelegt werden, darunter die antiken Thermen, das Nordtor und Teile der Festungsmauern mit einer Dicke von 5 Metern, die besichtigt werden können. In dieser Zeit wurde der Boden des Hauptbeckens der antiken Thermen bei 6,3 Meter gesichert. Weiter wurden das Zentralgebäude der Thermen, das Caldarium, mit einer Fläche von 220 m², und seine zwei 3 × 5 Meter breiten Becken, das Hypokaustum mit seinen Tonleitungen zu zwei ca. 30 Meter westlich davon liegenden Quellen mit je 53 und 42 Grad heißem Wasser sowie eine Kaltwasserquelle im nördlichen Teil der Thermen in einer Tiefe von 5,3 Metern, die im Frigidarium genutzt wurde, lokalisiert und freigelegt. Weiter wurden acht anschließende Räume im Ostflügel der Thermen ergraben, die laut Zonja Draschewa wahrscheinlich als Läden und Küche in der Zeit zwischen dem 10. Jahrhundert und 1206 beim Niederbrennen der Thermen durch Heinrich von Flandern genutzt wurden. In diesen Räumen wurde Bronzemünzen aus dieser Zeit, gläserne und bronzene Armbänder und weitere Gegenstände gefunden. Zwei Drittel der in dieser Zeit gefundenen antiken Münzen stammen aus Apollonia und Mesambria.
Im Juli 2011 wurde ein Areal von 36.000 m² zum archäologischen Reservat Aquae Calidae-Thermopolis erklärt.
Anfang 2012 stiftete die türkische Douş Holding 500.000 Lewa für die Sanierung des alten Sultanshammāms und für weitere Untersuchungen.